# برفقة الديناصورات
سلسلة برفقة الديناصورات هي سلسلة وثائقية من ستة أجزاء من إنتاج قناة البي بي سي وتقديم كنيث براناغ تتناول حياة الديناصورات في حقب ما قبل التاريخ، بُثت للمرة الأولى في بريطانيا عام 1999.

## الحلقات

### دماء جديدة
عُنوان الحلقة الأولى من البرنامج هو "دماء جديدة" (بالإنجليزية: New blood). تبدأ الحلقة من العصر الحاضر، ثمَّ تعود تدريجياً عبرَ العصر الطباشيري فالجوراسي، لتعطي نظرة عامَّة عن حلقات البرنامج الخمسة القادمة، حتى تصل أخيراً إلى العصر الترياسي، حيثُ تبدأ حكاية الحلقة. تبدأ أحداث الحلقة قبل 220 مليون عام من الآن، في الأرض التي ستُصبح ولاية أريزونا، عندما كانت يابسة العالم كله متكتلة في قارة بانجيا، وتدور أحداثها خلال موسم الجفاف، حيثُ تتابع أنثى ديناصور سيلوفايسز (أحد أنواع الديناصورات الأولى، وقد ظهرت بعد 10 ملايين سنة من ظهور أولى الديناصورات) وهي تُحاول النجاة في ظل هذه الظروف الصَّعبة، وتطوف حول أحد قطعان زواحف البلاسيرياس أملاً في افتراس أحدها، لكنها تفشل. بعد ذلك، يَتعرَّض قطيع البلاسيرياس لهجوم مفاجئ من طرف أنثى بوستوكوس (زاحف من أقرباء الديناصورات، وواحد من أكبر ضواري العصر الترياسي على الإطلاق)، التي تَنجح في إصابة واحد من أفراد القطيع بجرح مُميت، وتفترسه بعد أن يَفر باقي القطيع هارباً، لكنها تُصاب خلال ذلك بجرح في فخذها. عندما يَتقدَّم موسم الجفاف، تنحسر النباتات في جوار الأنهار فقط، وهُنا تُظهر زواحف البيتانوصور الطائرة وهي تستغلُّ هذه البيئة لإيجاد مكان لتعيش فيه.

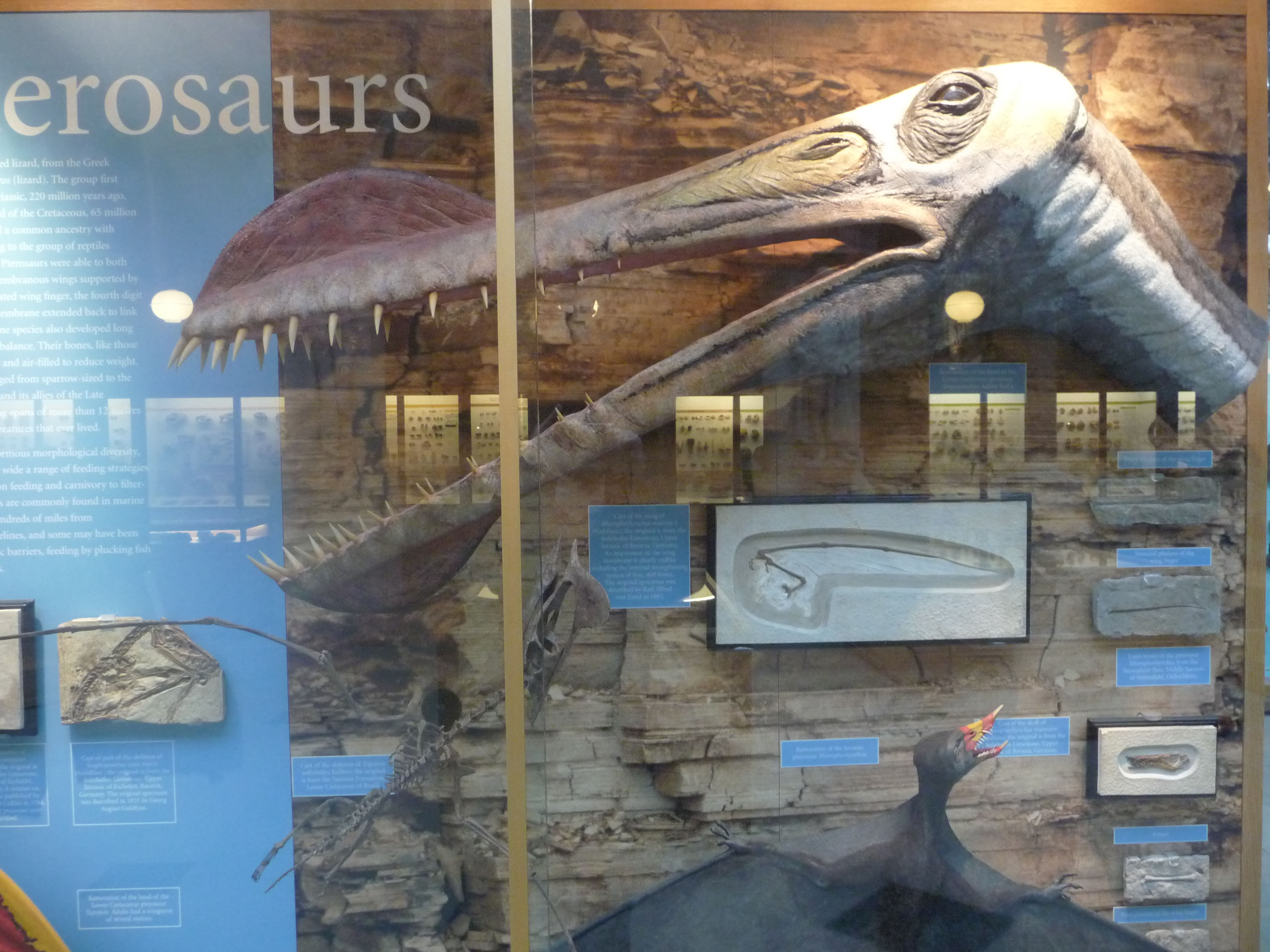

لكن الجفاف يَزداد، وفي النهاية تتحوَّل الأنهار إلى مجاري مياه صغيرة. تحاول أنثى السيلوفايسز اصطياد ساينودونت (كائن صغير من أشباه الثدييات) في وكره المحفور تحتَ الأرض للحصول على الغذاء، وبعد عدة محاولات تنجح في افتراس أحد أطفاله، فيما يَفرُّ الأبوان - الذين بنيا الوكر - بصعوبة تاركين أطفالهما. وأما أنثى البوستوكوس، فإن أحد ذكور بني جنسها يُنافسها على منطقتها كون المياه محدودة في موسم الجفاف الحاليّ، وتُجبَر على الانسحاب منها بسبب جرحها الذي لا يسمح لها بالقتال. مع ازدياد حدة الجفاف، تزداد بالمقابل المُنافسة بين أفراد السيلوفايسز على الغذاء المتبقّي، والأسماك الرئوية المختبئة في التربة، ووسطَ هذا النقص الحاد في الطعام، تعثر الديناصورات الجائعة على أنثى البوستوكوس المُصابة خائرة القوى، فتسقط متهالكة دون مقاومة، وتهب عليها حيوانات السيلوفايسز وتتهافت عليها حتى تلتهم جثتها بأكملها، وهذا ما يُساعدها على البقاء خلال الفترة التالية. يستمرُّ الجفاف وتتحول الأحراش إلى صحارى جرداء، وتُهاجر قطعان البلاسيرياس بحثاً عن مصدر للمياه. وفي نهاية الحلقة، تهطل الأمطار أخيراً بعد 8 شهور من الجفاف، وتتمكن حيوانات السيلوفايسز والساينودونت من النجاة. وتنتهي الحلقة في النهاية بظهور قطيع من ديناصورات البلاتيوصور العملاقة ليُنبئ ببزوغ عصر جديد للديناصورات، وعلى الرغم من حدوث انقراض جماعي على الأرض بعد أحداثها بـ20 مليون عام، فإن الديناصورات تواصل ازدهارها، حتى يَبدأ العصر الجوراسي.

### زمن العمالقة
عنوان الحلقة الثانية هو "زمن العمالقة" (بالإنجليزية: Time of the titans). تُظهر في مقدمة الحلقة أنثى دبلودوكس (ديناصور من الصوربوديات، أضخم الكائنات البرية التي عاشت على الكوكب على الإطلاق) وهي تضع بيضها وتخبّئه تحت التربة. تدور أحداث الحلقة في غابات ما سيُصبح يوماً كولورادوا، قبل 152 مليون عام من الآن، أي في العصر الجوراسي عندما وصلت الديناصورات أوج ازدهارها، وظهرت سلالة الصوربوديات التي تركز عليها الحلقة. تبدأ أحداث الحلقة نفسها بعدَ 3 شهور من مقدمتها، عندما تكون بيوض الدبلودوكس قد فقست بالفعل، وعلى الرُّغم من وجود الأورنيثوليستس (ثيروبود يتغذى على بيوض وصغار الديناصورات الأخرى)، فإن عدداً من الصغار ينجحون في النجاة والاختباء في الغابات الكثيفة، وإحداهما هي الأنثى التي تركز عليها الحلقة. في هذه الأثناء، يُظهَر سرب من الأنورغناثوس (بتروصور صغير) وهو يَستفيد من أجساد الدبلودوكس التي تجذب الكثير من الحشرات إليها ليحصل على غذائه، كما تُظهَر أيضاً خنافس الروث وهي تتغذى على مخلفات الدبلودوكس، حيث أنها كانت قد ظهرت منذ العصر الجوراسي. بعدَ مضيِّ عام على ذلك، تكون صغار الدبلودوكس قد كبرت وبلغ طولها 3 أمتار. يتعرَّض قطيع الصغار لهجوم من قبل ألوصورين (إحدى أضخم لواحم العصر الجوراسي)، لكن خلال ذلك يَقع أحدهما في مواجهة مع ستيغوصور بالغ مارٍّ بالجوار، فيُجبَر على الانسحاب أمام تهديد الستيغوصور الضخم.
بعد أربعة أعوام تعود الكاميرا مجدداً إلى أنثى الدبلودوكس اليافعة، عندما يَبلغ طولها 12 متراً. لكن خلال رعيها مع القطيع يَندلع حريق هائل في الغابة، ولا يَنجو منه سوى ثلاثة أفراد من القطيع، ويُجبَرون على الهرب من الغابة نحو السهول المفتوحة، وهي المناطق حيث تتجوَّل الديناصورات الضخمة التي لا يُمكنها التحرك داخل الغابات الكثيفة، والتي تجوبها حيوانات الدبلودوكس البالغة عادة. وهُنا يقابل اليافعون الضالّون قطيعاً من ديناصورات الدبلودوكس البالغة، ويَنضمون إلى القطيع، وبذلك يَحصلون على الحماية من ضواري السهول الضخمة. بعد مرور خمس سنوات على ذلك، تبلغ أنثى الدبلودوكس وتُصبح جاهزة للتكاثر. لكن خلال فترة ضعفها بعد التزاوج مُباشرة، يباغتها ألوصور بهجوم مُفاجئ، وعلى الرغم من إصابتها بجرح عميق، فإنها تنجو بصُعوبة بعد تدخل فردٍ آخر من القطيع. في نهاية الحلقة، يَبدأ منسوب المياه حول العالم بالارتفاع، وتغرق معظم السهول مُتحولة إلى جزر في بحار داخلية ضخمة، وتندثر سلالة الصوربوديات العملاقة أخيراً.

### البحر المتوحش
عنوان الحلقة الثالثة من البرنامج هو "البحر المتوحّش" (بالإنجليزية: Cruel sea). تبدأ الحلقة بمقدمة والكاميرا تظهر ديناصور ثيروبوديّ من نوع إيوستريبتوسبونيدلوس يُحدق في مياه البحر، وفجأة يَظهر من المياه خلفه رأس لايبورودون عملاق (أضخم حيوان مفترس عاش على الأرض على الإطلاق) ويَجذبه إلى تحت الماء كأنه كائن صغير. تدور أحداث الحلقة في ما سيُصبح منطقة أوكسفورد قبل 149 مليون عام من الآن، في العصر الجوراسي المتأخر، وفي ظل بيئة البحار الضحلة التي غمرت القارات، أصبحت الزواحف البحرية العملاقة هي المهيمنة بدلاً من الديناصورات. تُظهَر بعض كائنات البحار القديمة، مثل الكريبتوكليدس والأمونايتات وقناديل البحر. لكن الحلقة تُركز بشكل أساسي على زواحف الأوثالموصور (نوع من الإكتيوصورات) وهي تُحاول النجاة في هذه البيئة المائية. حيث يبدأ المئات من هذه الزواحف بالسباحة معاً في أسراب ضخمة لتضع مولوديها الجدد، فهيَ - على عكس الزواحف البحرية الأخرى - تلد أجنة حية في المياه بدلاً من وضع بيض على اليابسة. لكن خلال محاولة إحدى الإناث وضع مولوديها، تفشل في إخراج أحدهم، وتُحاول جاهدة لفظه للنجاة، فتبدأ رائحة دمها بجذب بعض أسماك القرش، لكن قبل أن تُهاجم هذه، يَنقض ذكر لايبورودون بالغ عملاق بطول 25 متراً فجأة ويَقضي على أنثى الأوثالموصور بعضة هائلة من فكَّيه. في وسط هذه البيئة من البحار الضحلة، يُضطر إيوستريبتوسبونيدلوس إلى المُخاطرة بالسباحة بين الجزر محاولاً العثور على غذاء. يَعثر على الجزيرة الصغيرة الجديدة على ديناصور آخر من نفس نوعه وهو يتغذى على بقايا سلحفاة، لكن بعد مواجهة قصيرة يَنسحب خاسراً.
خلال الحلقة، تُعرَض حيوانات حدوة الحصان الموغلة في القدم وهي تصعدُ إلى الشاطئ الجوراسي، لتضع بيوضها عليه. لكن في الصَّباح التالي، يبدأ موسم صيد بالنسبة لبتروصورات الرامفورينكس، التي تتغذى على الكميات الكبيرة التي خلفتها حيوانات حذوة الحصان من البيوض على الشاطئ. وخلال انشغالها بتناول الطعام، يُباغتها ضوار من الإيوستريبتوسبونيدلوس بهجوم مفاجئ، ويَنجحون في افتراس بعضها، فيما يَهرب باقي السرب نحو الصخور المجاورة. وفي آخر الأمر، تنجح بعض صغار حذوة الحصان التي نجت من الهجوم في الذهاب مجدداً إلى البحر وركوب تياره. في هذه الأثناء تنمو صغار الأوثمالوصور، وتتمكن من تجنب القروش المفترسة، وتبدأ بتعلم صيد السمك. خلال نصب ذكر اللايبورودون الضخم كميناً لفرائس، تقترب بشكل مفاجئ أنثى من بني جنسه من منطقته، فيُهاجمها بعنف، ويُصيبها بجرح بالغ في إحدى زعانفها الخلفية. في نهاية الحلقة، وعندما تكون زواحف الأوثمالوصور اليافعة على وشك ترك مخابئها التي لجأت إليها في صغرها بين الشعاب المرجانية، تضرب المنطقة عاصفة مدارية عنيفة. بعد العاصفة، تنجو بصعوبة معظم حيوانات الأوثمالوصور، فيما يُقذف بذكر اللايبورودون العملاق إلى الشاطئ، وهناك يموت عاجزاً ببطء، ويُصبح وجبة للإيوستريبتوسبونيدلوسات.

### عملاق السماء
عنوان الحلقة الرابعة "عملاق السَّماء" (بالإنجليزية: Giant of the skies). تبدأ مقدمتها بعرض ذكر أورنيثوكيرس (أحد أضخم أنواع البتروصورات على الإطلاق) وهو يَرقد ميتاً على شاطئ البحر، وهو الحيوان الرئيسي الذي تتابعه الحلقة. تدور أحداث الحلقة فيما سيُصبح أرض البرازيل خلال العصر الطباشيري المبكر قبل 127 مليون عام من الآن، في وقت ازدهار البتروصورات ونموِّها إلى أحجام هائلة حتى هيمنت على سماء الأرض. تبدأ الحلقة نفسها معَ اقتراب موسم التزاوج لبتروصورات الأورنيثوكيرس، حيثُ يَهبط الذكر الذي تُتابعه الحلقة في وسط مستعمرة تابيجارا (نوع آخر من البتروصورات) وهي في موسم التزاوج بالفعل، وهُناك يرتاح استعداداً لرحلته إلى منطقة التزاوج السنوية عندَ الأورنيثوكيرس. يبدأ البتروصور رحلته من البرازيل إلى أرض أوروبا حيث يُوجد موقع التزاوج، في إحدى أطول الرحلات التي كانت تقطعها كائنات ذلك الزمن. بعد بضعة أيام يَبلغ أطراف أمريكا الشمالية الجنوبية، وهُناك يمرُّ فوق قطيع مختلط من ديناصورات الإغواندون والبولاكانثوس (كلاهما عاشبان)، الذين يَتنقلان معاً في قطعان كبيرة. لكن قبل أن يَعبر المنطقة، تهطل الأمطار نتيجة للمناخ الاستوائيّ في هذه الأنحاء، مما يُجبر البتروصور المهاجر على الهبوط ومُحاولة حماية أجنحته من البلل قدرَ الإمكان، ويَتسبَّب الأمر بتعطيل رحلته كثيراً نحو موقع التزاوج. كما يتأخر الأورنيثوكيرس مدة إضافية ريثما تُسخن حرارة النهار الهواء، وتسمح له بحمل جسد البتروصور الضخم لكي يَستطيع الطيران، مما يُعطل رحلته أكثر وأكثر.
أخيراً يبدأ رحلته مجدداً فوق المحيط الأطلسي، في البحر المفتوح. وبعد يوم من الطيران، يَبلغ الجزر الجنوبية لقارة أوروبا. هُناك، يعيش الإغواندون أيضاً ومع البولاكانتوس كما في أمريكا الشمالية، لكنها أنواع مختلفة أكبر حجماً من تلك. وهنا تُعرض مجموعة من ديناصورات الأوتارابتور وهي تحاول صيد إغواندون، غيرَ أنها تفشل في ذلك. لكن بعد مُحاولاتها الأولى، تباغت مجموعة الأوتارابتور قطيع الإغواندون مجدداً وهو منشغلٌ بالشرب من بحيرة قريبة، وتنجح في اصطياد أحد أفراده. وبعد فترة، يُحلق البتروصور مجدداً تاركاً المنطقة ليُتابع رحلته. يَصل الأورنيثوكيرس أخيراً إلى منطقة التزاوج فيما سيُصبح اليوم إسبانيا بعد رحلته الطويلة، التي بلغَ طولها 14,000 كيلومتر. لكن عندما يُحاول الهبوط في منتصف الجزيرة (حيث الفرصة الأكبر لجذب الإناث) يَجد المكان مشغولاً بالذكور الأخرى، التي تبعده وتمنعه من الهُبوط، وبعد محاولات كثيرة، يُجبَر على الهبوط بعيداً على طرف الجزيرة، حيث يَكون قليل اللفت للنظر، ولا يَملك سوى فرصة ضئيلة للتزاوج. بعد ثلاثة أيام من المحاولات الفاشلة، يَنتهي موسم التزاوج، ويَفشل ذكر الأورنيثوكيرس في التزاوج، وتحتَ ثلاثة أيام من حرارة الشمس، فإنه يُصبح خائر القوى دون طعام أو غذاء. وفي نهاية الحلقة، يَموت البتروصور العملاق على الشاطئ، لتنتهي حقبة هيمنة البتروصورات على أجواء ما قبل التاريخ.

### أرواح الغابة المتجمدة
عنوان الحلقة الخامسة "أرواح الغابة المتجمِّدة" (بالإنجليزية: Spirits of the ice forest). تبدأ مقدمة الحلقة مع انتهاء فصل الشتاء في إحدى الغابات المتجدمة بقارة أنتاركتيكا على مسافة بضع مئات من الكيلومترات فسحب من القطب الجنوبي، وذلك خلال العصر الطباشيري الوسيط قبل 106 ملايين سنة من الآن، عندما انتشرت الديناصورات إلى جميع أنحاء الكوكب بما في ذلك القطبين، وعندها يُعرَض لياليناصورا (ديناصور عاشب صغير) نافق على طرف بحيرة بعد كفاحه خلال الشتاء الطويل، ثمَّ يَخرج من البحيرة كولاسوكوس ويَجذبه إلى أسفل المياه. تبدأ أحداث الحلقة من مستعمرة لديناصورات الليانوصور، التي تستعيد نشاطها معَ حلول الربيع وتخرج لجمع الطعام. وفي الوقت ذاته، يَخرج الكولاسوكوس بدوره من بحيرته المتجمدة الصغيرة التي قضى فيها شتاءه ليَعود إلى النهر الكبير من جديد، حيث يُمكنه الحصول على صيد وافر. مع حلول الربيع، تبدأ مستعمرة الليانوصور ببناء الأعشاش استعداداً لوضع البياض، وخلال ذلك، يَباغتها ألوصور قطبي في هُجوم مفاجئ، لكنه يَفشل في افتراس أي منها، ويَنسحب سريعاً عائداً إلى أحراش الغابة. في هذه الأثناء، يَصل أوَّل مهاجرو الصيف إلى الغابة القطبية، حيث تبلغ قطعان خضمة من الموتابوراصور المنطقة بعد رحلة هجرة طويلة بلغت 800 كيلومتر، كما تصل بتروصورات ضخمة في الوقت ذاته إلى الأنحاء قادمة من مناطق أخرى. يُحاول ستيروبودون مُهاجمة أعشاش الليانوصور، غير أنه ينسحب خاسراً بعد مواجهة قصيرة مع حراس المستعمرة. خلال شرب قطيع الموتابوراصور على ضفاف النهر، يُحاول الألوصور الطقبي الاقتراب منها باحثاً عن فريسة، لكنها تواجهه بشدة وتُجبره على التراجع.
بعد فترة، تفقس صغار مستعمرة الليانوصور، وتبدأ بالنموّ تدريجياً. لكن خلال شرب الصغار بجانب النهر، يَكاد الكولاسوكوس الضخم يَفترس أحدها، غير أنه ينجو بصُعوبة ويعود إلى باقي المجموعة. في هذه الأثناء وعلى ضفاف النهر، يَعثر الألوصور القطبي على موتابوراصور نافق، فيبدأ بالتغذي عليه، وسُرعان ما يقترب ألوصور آخر، لكن الأول يَطرده ولا يسمح له بالحصول على طعام من الفريسة. بعد فترة، تقترب مجموعة دخيلة إلى مستعمرة ديناصورات الليانوصور من بني جنسهم نفسه، مما يُؤدي إلى حدوث مواجهة بين المجموعتين للهيمنة على المنطقة، غير أن أفراد المستعمرة يَنجحون في طرد الدخلاء. يَحلُّ الخريف أخيراً، وتغرب الشمس مجدداً للمرة الأولى منذ أربعة شهور، يَشعر قطيع الموتابوراصور بالتغير المناخي، ويَهجر الغابة مجدداً نحو الشمال، لكن بعض أفراد القطيع يَضلُّون داخل الغابة. وخلال تجوالهم فيها، يُصدرون ضجيجاً كبيراً يَمنع ديناصورات الليانوصور من سماع أصوات التهديدات في مُحيطها، فيُباغتها الألوصور القطبي مجدداً، ويَنجح هذه المرة في افتراس أحد أفرادها، لكنه يَقتل الأنثى المهيمنة في المستعمرة (قائدة المجموعة). ومع موتها وحلول فصل الشتاء الصَّعب، تبدأ المستعمرة بالتدهور، ولا يَنجو سوى واحد من الصغار الجدد. يَعود الكولاسوكوس إلى بحيرته الصغيرة في الغابة، وتنتقل ديناصورات الليانوصور إلى قلب الغابة بحثاً عن الدفئ والمياه الجارية. تنخفض درجات الحرارة بشدَّة، وتتجمد الغابة والمسطحات المائية، وتُكافح أفراد الليانوصور للبقاء، وفي آخر الأمر، تتجمَّعَ مع بعضها لتدفئ أجسامها، في محاولة أخيرة للنجاة من برد الشتاء القارس. في نهاية الحلقة، يحلُّ فصل الربيع أخيراً، وتنجو مستعمرة الليانوصور بالكاد من محنتها، لكن في المستقبل ومع انخفاض درجات الحرارة، فإن هذه الغابات ستزول، وستختفي ديناصورات القطبين هذه.

### نهاية السلالة
تبدأ الحلقة بحيوان دايفلدون يتجول قرب عش تيرانوصور ثم وفجاة تهاجمه أنثى التيرانوصور وتقتله ثم وللأسف تهجر الأم عشها وتذهب لتتزاوج مع ذكر هجرته بالرغم من أنه أعططاها تراييراتوبسا ولتبني عشا جديدا وتبقى تحرسه من القمامين ولا تأكل حتى فطرت صيامها وبعد ذلك نجا من صغارها 3 ثم يختفي أحدهم وبعد فترة تصارع الأنثى التي كانت ترتاح أنكيلوصور جاء في غفلة من الصغيرين الذين كانا يلهوان بثعبان وتنتهي بأصابتها في حين تقتل ديناصورات مفترسة صغير تروصور وتغادر عنه مجموعته ويحل الصباح من دون أستيقاط الأنثى وصغيراها قربها ثم يصطدم النيزك المزعوم بالأرض في خليج المكسيك وعندما أستعادت الأرض عافيتها صارت الديتاصورات طيور وتكمل السلسلة سلسلة برفقة الضواري (waking with beasts)

## روابط خارجية
- برفقة الديناصورات على موقع IMDb (الإنجليزية)
- برفقة الديناصورات على موقع روتن توميتوز (الإنجليزية)
- برفقة الديناصورات على موقع ليتربوكسد (الإنجليزية)
- برفقة الديناصورات على موقع كينوبويسك (الروسية)
- برفقة الديناصورات على موقع قاعدة بيانات الفيلم (الإنجليزية)